# Feministisk etik
Feministisk etik är en etiklära som hävdar det kvinnliga perspektivet. Detta i opposition mot vad de hävdar är den traditionella etikens falska universalism. Den traditionella etiken, menar de feministiska etikerna, företräder manliga normer och hävdar dessa som allmänmänskliga. Feministiska etiker vill strukturera om etiken så att den blir universell på riktigt genom att inkludera kvinnors röster såväl som mäns. Liksom feminism inte är en enhetlig lärobyggnad är inte heller den feministiska etiken det. Ett exempel på en konkret etisk riktning som den feministiska etiken mynnat ut i är omsorgsetiken, som ofta är vad man åsyftar när man talar om feministisk etik.
En viktig insats för den feministiska etiken har psykologen Carol Gilligan gjort. Hon utgick från utvecklingspsykologen Lawrence Kohlbergs arbete vilket hade hävdat att kvinnors moraliska utveckling var långsammare än mäns. Gilligan menade att kvinnorna istället hade en annorlunda moral. Vilka slutsatser som är legitima att dra av Gilligans arbete är inte självklart.
En annan kritik som förts fram mot den traditionella etiken av de feministiska etikerna är dess bruk av hypotetiska exempel. I abstraherandet går aktörers historia förlorad och problemen lyfts ur sitt sammanhang. Inte heller speglas verkligheten i de alternativ som erbjuds i traditionella hypotetiska exempel. Gilligan ger ett exempel med Jake och Amy. Problemet är hur en man med en döende hustru ska agera. Det finns en medicin som kan rädda livet på henne men det är så dyr att mannen inte har råd; ska han stjäla den medicin som kanske kan rädda livet på henne? För Jake tedde sig det självklart att han skulle stjäla medicinen; liv värderas högre än egendom. Amy å andra sidan vägrar godta exemplets begränsningar. Borde inte mannen kunna köpa medicinen på avbetalning istället? 